# 삭녕왕
삭녕왕(朔寧王)은 중국 양한교체기의 정권 성가의 제후왕 작위로, 31년 성가에 복속된 농서의 군웅 외효에게 하사했다. 외효의 아들 외순이 34년 후한에 항복하면서 소멸했다.

## 역대 삭녕왕
1. 외효 (31-33)
2. 외순 (33-34)